# Confédération Burebasaga
La confédération Burebasaga est l'une des trois confédérations de tribus ou matanitu de l'archipel fidjien. Son siège est situé à Lomanikoro, dans la province de Rewa dans la région centrale.
Le grand chef de la confédération qui porte le titre de Roko Tui Dreketi. Contrairement aux autres matanitu, le titre n'est plus de nos jours réservé aux hommes. L'épouse de Mara Kamisese Ro Lala Mara fut titulaire du titre de 1974 à 2004. L'actuelle titulaire du titre est Ro Teimumu Kepa. 
Le territoire de la confédération s'étend sur tout le sud et l'ouest de Viti Levu ainsi que l'archipel de Kadavu.